# Съюзна територия
Съюзна територия е един от видовете административни единици в Индия. За разлика от щатите, тези единици нямат собствено правителство и се администрират директно от федералното правителство.
Към март 2020 г. страната официално има 8 съюзни територии:
- Андамански и Никобарски острови
- Чандигарх
- Дадра и Нагар-Хавели и Даман и Диу
- Джаму и Кашмир
- Ладакх
- Лакшадвип
- Делхи (национална столична територия)
- Пондичери

При това Делхи получава статут на национална столична територия през 1991 г., след което се опитва да получи статут на щат. През 2019 г. влиза в сила решението за отнемане на държавността на региона Джаму и Кашмир, който е обект на спор с Пакистан. Сега тези земи са разделени на две съюзни територии (Джаму и Кашмир и Ладакх), което означава, че са поставени под пряк контрол на централното правителство и губят специалния си статут.